# Márta Rudas
Márta Rudas, född 14 februari 1937 i Debrecen, död 6 juni 2017, var en ungersk friidrottare.
Rudas blev olympisk silvermedaljör i spjutkastning vid sommarspelen 1964 i Tokyo.